# Marie de Bourbon-Saint-Pol

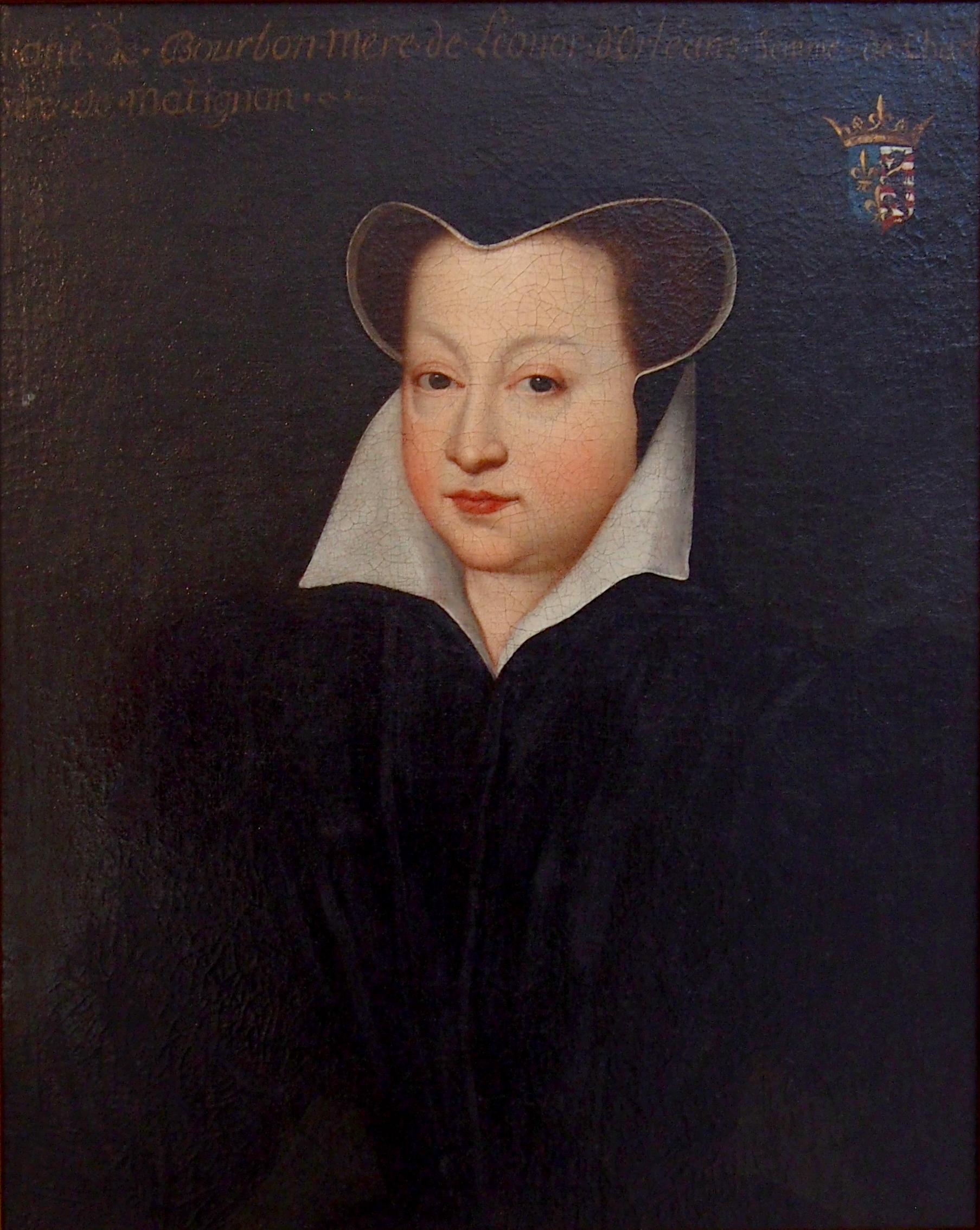
Marie de Bourbon-Saint-Pol Regentin des Fürstentums Neuenburg 1573–1601.

Marie de Bourbon (* 30. Mai 1539 in La Fère; † 7. April 1601 in Pontoise) war eine französische Adlige. Sie war Herzogin von Estouteville und Gräfin von Saint-Pol aus eigenem Recht sowie Pair von Frankreich.

## Leben
Marie de Bourbon war die Tochter von François I. de Bourbon, Graf von Saint-Pol († 1545) und Adrienne d’Estouteville, sowie die Enkelin von Marie de Luxembourg, Gräfin von Saint-Pol. Sie folgte 1546 ihrem Bruder François II., der nur zwölf Jahre alt geworden war, als 4. Herzogin von Estouteville und 4. Gräfin von Saint-Pol. Da Marie selbst noch im Kindesalter war, stand sie unter der Vormundschaft ihrer Mutter.
Marie de Bourbon heiratete per Ehevertrag vom 14. Juni 1557 in erster Ehe ihren leiblichen Vetter Jean de Bourbon (1528–1557), Graf von Soissons und Enghien, der aber bereits wenige Wochen später, am 10. August 1557 in der Schlacht bei Saint-Quentin fiel. Diese Ehe blieb kinderlos.
Der Titel einer Gräfin von Saint-Pol brachte zu dieser Zeit kein Einkommen, da die Grafschaft von Kaiser Karl V. besetzt war. Die Besetzung endete erst nach 13 Jahren mit dem Frieden von Cateau-Cambrésis vom 5. April 1559 und nachfolgenden Verhandlungen. Der französische König hatte der Gräfin und ihrer Mutter auferlegt, sich selbst um die Rückgabe der Grafschaft Saint-Pol zu kümmern. Erst Ende 1560, nach dem Tod Adrienne d’Estoutevilles (sie starb 1560 nach dem 15. Dezember), konnte Marie de Bourbon ihr Eigentum wieder in Besitz nehmen.
Am 6. September 1561 heiratete sie François I. de Clèves, Herzog von Nevers. Die Ehe wurde noch im Jahr 1561 wieder geschieden – und blieb ebenfalls ohne Nachkommen. Der Herzog von Nevers starb am 13. Dezember 1562.
Am 2. Juli 1563 schloss sie ihre dritte Ehe. Sie heiratete Léonor d’Orléans, Herzog von Longueville und Graf von Neuenburg, der am 7. August 1573 starb. Nach seinem Tod übernahm Marie für ihren erst fünfjährigen Sohn Henri I. die Regentschaft über die Grafschaft Neuchâtel, die ihr Henri auch nach seiner Volljährigkeit weiter überließ. Nach dem frühen Tod Henri I. (1573) führte Marie de Bourbon die Regentschaft auch für den nur wenige Tage vor Henris Tod geborene Enkel Henri II. bis zu ihrem Tod 1601 weiter – also insgesamt 28 Jahre. Sie besuchte Neuchâtel allerdings nur einmal, im Jahr 1576.
Marie de Bourbon wurde in der Abtei Valmont bestattet.

## Nachkommen
Aus ihrer Ehe mit Léonor d’Orléans hatte sie neun Kinder:
- Charles (* wohl 1564; † wohl 1565)
- Charles (* wohl 1565; † klein)
- Marguerite (* 1566; † 13. September 1615 in Paris), Damoiselle d’Estouteville
- Henri I. (* 1568; † 29. April 1595 bei Amiens), 7. Duc de Longueville 1573, 6. souveräner Graf von Neuenburg, 10. Comte de  Dunois, Pair de France, Gouverneur von Picardie, Großkammerherr von Frankreich; ⚭ Februar 1588 Katerina Gonzaga (* 21. Januar 1568; † 1. Dezember 1629 in Paris), Tochter von Luigi Gonzaga, Herzog von Mantua
- Léonor (* wohl 1569; † klein)
- François (* wohl 1570; † 7. Oktober 1631 auf Schloss Châteauneuf-sur-Loire), Comte de Saint-Pol et de Château-Thierry, Januar 1608 Duc de Fronsac, Pair de France, Gouverneur von Orléans, Tours und Picardie ; ⚭ 5. Februar 1595[4] Anne de Caumont, Marquise de Fronsac (* 19. Juni 1574; † 2. Juni 1642 in Paris[5]), Tochter von Geoffroy de Caumont, Baron de Caumont, und Marguerite de Lustrac, Marquise de Fronsac, Witwe von Henri des Cars, Prince de Carency
- Antoinette (* 1571/72; † 25. April 1618 in Poitiers), 1604 Koadjutorin und 1611 Äbtissin von Fontevrault; ⚭ 6. September 1587 Charles de Gondi, Marquis de Belle-Isle (X 22. Mai 1596)
- Catherine (* wohl 1572[6]; † 29. September 1638 in Paris), Nonne, stiftete 1604 das Kloster der Karmelitinnen vom Vorort Saint-Jacques
- Éléonore (* wohl 1573; † 1639), Dame de Gacé; ⚭ 1596[7] Charles de Goyon de Matignon, Comte de Thorigny (* 1564; † 2. Juni 1648)